# Hasle IF Fodbold
Hasle Idrætsforening Fodbold (eller HIF Fodbold, Hasle IF Fodbold) er fodboldafdelingen af Hasle Idrætsforening, der er hjemmehørende i Hasle i Bornholm. Foreningen blev stiftet den 22. marts 1905, og spiller hjemmekampe på Hasle Stadion. Fodboldafdelingen er medlem af DBU Bornholm og derigennem DBU og DIF. Førsteholdet spiller i Bornholmsserien, mens andetholdet spiller i Serie 1 under DBU Bornholm. Førsteholdets nuværende cheftræner er Mathias Øland Jensen, mens holdets assistentræner er Nichlas Poulmann, som også er cheftræner af andetholdet.

## Historie

### 2022-23 sæsonen
Efter førsteholdet fik spillet 26 kampe med kun 1 vundet, 4 uafgjorte og 21 tabte kampe, endte holdet på 14. plads i Københavnsserien, den laveste placering i turneringen. Det betød, at Hasle IF Fodbold’s førstehold skulle spille i Bornholmsserien næste sæson.